# Quan Hongchan
Dans ce nom chinois, le nom de famille, Quan, précède le nom personnel.
Quan Hongchan (en chinois simplifié : 全红婵 ; chinois traditionnel : 全紅嬋 ; pinyin : Quán Hóngchán), née le 28 mars 2007 à Zhanjiang en Chine, est une plongeuse chinoise. 
Elle a non seulement remportée la médaille d'or du haut-vol à 10 m aux Jeux olympiques d'été de 2020 à Tokyo, mais bat le record olympique dans sa discipline, tout en obtenant, pendant la finale, trois « plongeons parfaits », alors âgée de quatorze ans.

## Biographie
Quan Hongchan naît le 28 mars 2007 dans le village de Zhanjiang en Chine. Elle a une sœur cadette et un frère aîné, pratiquant également le plongeon.
Originellement, la principale motivation de Quan était d'amasser de l'argent afin d'aider sa mère pour un traitement médical.

### Carrière
En 2014, alors âgée de 7 ans, elle commence à s'entrainer au plongeon.
En 2018, elle rejoint l'équipe provinciale d'Guangdong.
En 2021, elle participe aux Jeux olympiques d'été de 2020, à Tokyo. Elle est la plus jeune parmi l'équipe chinoise. Quan marque la première place avec 415,65 points en demi-finales, accédant ainsi à la finale du plongeon féminin de 10 mètres. Déterminée, elle obtient dix « plongeons parfaits » ; Quan remporte la médaille d'or, avec 466,20 points, devenant la deuxième plus jeune championne olympienne chinoise du plongeon, derrière Fu Mingxia, gagnante de la médaille d'or lors des jeux olympiques d'été de 1992. Alors âgée de 14 ans, Quan bat de 18,5 points le précédent record olympique de 447,70 points établi par Chen Ruolin lors des Jeux olympiques d'été de 2008.
Après les Jeux olympiques de 2021, elle fait une coupure de plusieurs mois, subissant énormément de stress.
Elle obtient à nouveau l'or au plongeon synchronisé et au haut vol aux épreuves de plongeon aux Jeux olympiques d'été de 2024, amenant son total à trois médailles d'or. Elle affirme s'entraîner énormément chez elle et considérer les Jeux olympiques comme un moment moins épuisant que son quotidien.

## Palmarès

### Jeux olympiques
- Jeux olympiques de 2024 à Paris  France :
  -  Médaille d'or sur la plateforme à 10 m.
  -  Médaille d’or en plongeon synchronisé à 10 mètres femmes (avec Chen Yuxi).
- Jeux olympiques de 2020 à Tokyo  Japon :
  -  Médaille d'or sur la plateforme à 10 m.

### Championnats du monde
- Championnats du monde 2022 à Budapest  Hongrie :
  -  Médaille d'argent sur la plateforme à 10 m.
  -  Médaille d'or du plongeon synchronisé sur la plateforme à 10 m.
  -  Médaille d'or du plongeon par équipe mixte (avec Bai Yuming).
- Championnats du monde 2023 à Fukuoka  Japon :
  -  Médaille d'argent sur la plateforme à 10 m.
  -  Médaille d'or du plongeon synchronisé sur la plateforme à 10 m.
- Championnats du monde 2024 à Doha  Qatar :
  -  Médaille d'or sur la plateforme à 10 m.
  -  Médaille d'or du plongeon synchronisé sur la plateforme à 10 m.